# Krzyż Pielgrzyma
Krzyż Pielgrzyma do Ziemi Świętej lub Medal Pielgrzyma do Ziemi Świętej (łac. Signum Sacri Itineris Hierosolymitani) – odznaczenie ustanowione przez papieża Leona XIII, którym honorowani są pątnicy odbywający pielgrzymkę do Ziemi Świętej.
W zbiorach Muzeum Zamojskiego opisany jest pod nazwą Krzyż honorowy Leona XIII.

## Historia
Chociaż na awersie krzyża (medalu) znajduje się napis: LEO XIII P.M. CREAVIT AN. MCM (łac. ustanowił Leon XIII w roku 1900), dekret ustanawiający Kongregacji Rozkrzewiania Wiary nosi datę 2 maja 1901. W dokumencie podkreślone zostało, iż papież ustanawia medal, by docenić gorliwość chrześcijan, którzy zdecydowali się na nawiedzenie Miejsc Świętych w Palestynie, tzn. miejsc związanych z życiem Chrystusa, Maryi i uczniów Pańskich. Po obu stronach medalu, na ramionach krzyża przedstawionych zostało dziewięć scen z Nowego Testamentu, które wskazują na obowiązek nawiedzenia siedmiu sanktuariów chrześcijańskich: Groty Zwiastowania w Nazarecie, Groty Narodzenia w Betlejem, miejsca Chrztu Pańskiego nad Jordanem, Wieczernika, Ogrodu w Getsemani, Klasztoru Biczowania i kaplic Drogi Krzyżowej (Via Dolorosa) oraz Bazyliki Bożego Grobu z kaplicą Kalwarii w Jerozolimie.
Podział odznaczenia:
- Złoty Krzyż Pielgrzyma do Ziemi Świętej
- Srebrny Krzyż Pielgrzyma do Ziemi Świętej
- Brązowy Krzyż Pielgrzyma do Ziemi Świętej

Nadawanie krzyża jako odznaczenia państwowego Stolicy Apostolskiej zostało wstrzymane w 1977 przez papieża Pawła VI, a jego miejsce zajęły dwa inne wyróżnienia: Palma Jerozolimska oraz Muszla Pielgrzyma.
Obecnie krzyż nadaje przełożony franciszkańskiej prowincji na Bliskim Wschodzie – Kustodii Ziemi Świętej, noszący tytuł Kustosza Ziemi Świętej.

## Wygląd
Oznaka Krzyża Pielgrzyma ma kształt krzyża jerozolimskiego. Na awersie, pośrodku krzyża znajduje się medalion z podobizną papieża Leona XIII i łacińskim napisem LEO XIII P.M. CREAVIT AN. MCM. Na ramionach dużego krzyża znajdują się sceny: Zwiastowania, Narodzenia Jezusa, Chrztu Pańskiego i Ostatniej Wieczerzy. Na końcach ramion centralnego krzyża widoczny jest łaciński napis: CHRISTI AMOR CRUCIFIXI TRAXIT NOS (łac. miłość Chrystusa ukrzyżowanego przywiodła nas).
Na rewersie, w środkowym medalionie ukazana jest scena nawiedzenia pustego grobu w dniu Zmartwychwstania Pańskiego. W czterech bocznych mniejszych medalionach przedstawione zostały sceny: modlitwy w Ogrójcu, biczowania, cierniem ukoronowania i śmierci krzyżowej. W zakończeniach ramion centralnego dużego krzyża znajduje się łaciński napis: SIGNUM SACRI ITINERIS HIEROSOL. (łac. znak świętej podróży do Jerozolimy).

## Odznaczeni
W ponad stuletniej historii medalu zostali nim odznaczeni obywatele wielu krajów, głowy państw, osobistości świata kultury, dyplomaci i duchowni, wśród nich m.in.:
- bp Karol Fischer (1909[6])
- Feliks Nowowiejski (1909[6])
- Józef Gallus (1909[6])
- bp Stanisław Adamski (Złoty Krzyż Pielgrzyma 1934[7])
- gen. Stanisław Woźniak, dowódca sił ONZ w Libanie UNIFIL (Złoty Krzyż Pielgrzyma, 1996)
- o. Anzelm Szteinke OFM (Złoty Krzyż Pielgrzyma, 1999),
- o. Marek Wach OFM (Złoty Krzyż Pielgrzyma, 1999[8])
- kard. Stanisław Dziwisz (Złoty Krzyż Pielgrzyma, 2006[9])
- o. Wacław Stanisław Chomik OFM (Złoty Krzyż Pielgrzyma, 2008[10]).
- ks. Jarosław Mariusz Lipniak (Złoty Krzyż Pielgrzyma 2012),dyplom nr N. 109/12, wydany 23.07.2012 r. w klasztorze Najświętszego Zbawiciela w Jerozolimie, podpisany przez o. Pierbattistę Pizzaballa OFM, kustosza Ziemi Świętej.
- o. Ezdrasz Biesok OFM (Złoty Krzyż Pielgrzyma, 2012)[11]
- Iwona Ewa Pawlos (Złoty Krzyż Pielgrzyma, 2012), dyplom nr N. 292/12, wydany 31.12.2012 r. w klasztorze Najświętszego Zbawiciela w Jerozolimie, podpisany przez o. Pierbattistę Pizzaballa OFM, kustosza Ziemi Świętej.
- Zbigniew Felczyński (Złoty Krzyż Pielgrzyma, 2012), dyplom nr N. 291/12, wydany 31.12.2012 r. w klasztorze Najświętszego Zbawiciela w Jerozolimie, podpisany przez o. Pierbattistę Pizzaballa OFM, kustosza Ziemi Świętej.
- Paweł Szydlak (Złoty Krzyż Pielgrzyma, 2012), dyplom nr N. 293/12, wydany 31.12.2012 r. w klasztorze Najświętszego Zbawiciela w Jerozolimie, podpisany przez o. Pierbattistę Pizzaballa OFM, kustosza Ziemi Świętej.
- Katarzyna Halkowicz (Srebrny Krzyż Pielgrzyma, 2012), dyplom nr N. 295/12, wydany 31.12.2012 r. w klasztorze Najświętszego Zbawiciela w Jerozolimie, podpisany przez o. Pierbattistę Pizzaballa OFM, kustosza Ziemi Świętej.
- Małgorzata Świerk (Srebrny Krzyż Pielgrzyma, 2012), dyplom nr N. 297/12, wydany 31.12.2012 r. w klasztorze Najświętszego Zbawiciela w Jerozolimie, podpisany przez o. Pierbattistę Pizzaballa OFM, kustosza Ziemi Świętej.
- Piotr Bergander (Srebrny Krzyż Pielgrzyma, 2012), dyplom nr N. 296/12, wydany 31.12.2012 r. w klasztorze Najświętszego Zbawiciela w Jerozolimie, podpisany przez o. Pierbattistę Pizzaballa OFM, kustosza Ziemi Świętej.
- o. Antonin Brząkalik OFM (Złoty Krzyż Pielgrzyma, luty 2014)
- o. Dymitr Żeglin OFM (Złoty Krzyż Pielgrzyma, luty 2014)
- o. Marcelin Pietryja OFM (Złoty Krzyż Pielgrzyma, luty 2014)
- Agnieszka Danho (Złoty Krzyż Pielgrzyma, 22 kwietnia 2014) dyplom nr 043/14, wydany w klasztorze Najświętszego Zbawiciela w Jerozolimie, podpisany przez o. Pierbattistę Pizzaballa OFM, kustosza Ziemi Świętej.
- ks. kanonik Włodzimierz Koperski (Złoty Krzyż Pielgrzyma, 2014), dyplom nr N. 59/14, wydany 11 lipca 2014 r. w klasztorze Najświętszego Zbawiciela w Jerozolimie, podpisany przez o. Pierbattistę Pizzaballa OFM, kustosza Ziemi Świętej.
- harcmistrz ZHP Rafał Raniowski (Srebrny Krzyż Pielgrzyma, 2021), dyplom nr N. 42/21, wydany 22 czerwca 2021 r. w klasztorze Najświętszego Zbawiciela w Jerozolimie, podpisany przez o. Franciscusa Pattona OFM, kustosza Ziemi Świętej.